# Suzuki Equator
Il Suzuki Equator è un pick-up di dimensioni medie prodotto dalla casa automobilistica giapponese Suzuki in collaborazione con la Nissan Motor Co a partire dal 2009 presso lo stabilimento americano di Smyrna (Tennessee) di proprietà Nissan. Si tratta del modello Navara caratterizzato da un frontale leggermente reso più muscoloso ad opera dei designer Suzuki. La sua produzione è terminata nel 2012.

## Il contesto
La joint-venture tra la Nissan e la Suzuki ebbe inizio già nei lontani anni ottanta per la produzione in Giappone delle piccole autovetture classificate come kei-car e nel corso del tempo estesa fino ad alcuni fuoristrada compatti. Verso la metà degli anni 2000 la Suzuki, per incrementare le vendite sul mercato americano, propose alla Nissan la progettazione di un pick-up di dimensioni medie (intorno ai 5,0 metri di lunghezza complessiva) da produrre prevalentemente per il mercato statunitense. Gli studi partirono dal telaio F-Alpha, una piattaforma modulare progettata dal gruppo Nissan per i grandi pick-up e fuoristrada del gruppo giapponese e venne inclusa anche la possibilità per il pick-up Suzuki. Gli studi proseguirono e il primo progetto frutto della joint-venture fu il Nissan Navara, che andava a sostituire il modello Frontier giunto a fine carriera e che ormai accusava una bassa richiesta commerciale. Il Navara esponeva una carrozzeria molto spigolosa e ispirata al Pathfinder, altro fuoristrada derivata dal telaio F-Alpha.
Per la Suzuki i tecnici Nissan decisero di partire proprio dal Navara; i designer Suzuki modificarono il disegno originale soprattutto nella zona frontale, introducendo una nuova fanaleria di forma arrotondata, una calandra a bordi cromati e un paraurti leggermente più bombato e muscoloso. L'interno e la coda non subiscono modifiche rispetto al Navara evitando di incrementare inutilmente i costi di produzione. Stessa sorte accade al gruppo motori-trasmissioni; infatti l'Equator utilizza due motori a benzina da 2,5 e 4,0 litri, prodotti sempre dalla Nissan, capaci rispettivamente di 152 e 261 cavalli. Il 2.5 16V è disponibile sia con cambio manuale a 5 rapporti che con un automatico sequenziale a 5 rapporti con convertitore, mentre il motore V6 4.0 è disponibile solo con cambio automatico sequenziale a 5 rapporti. La trazione può essere sia posteriore che integrale inseribile elettronicamente mentre la carrozzeria è stata progettata per poter essere configurata secondo lo schema a 2 porte con 2 posti a sedere (Extended Cab) oppure 4 porte con 5 posti a sedere (Crew Cab). La struttura di base sfrutta sospensioni a quattro ruote indipendenti. Al momento l'Equator viene proposto sul solo mercato americano.